# Wolframio (II)
El wolframio (II) es un estado de oxidación en que se encuentra el wolframio en algunos compuestos.

## Compuestos
- WO2, peróxido de wolframio[1]